# Maryan Wisnieski
Maryan Wisnieski, född 1 februari 1937 i Calonne-Ricouart i Pas-de-Calais, död 3 mars 2022, var en fransk fotbollsspelare. Han spelade största delen av sin karriär för Lens och gjorde även 33 landskamper för Frankrikes landslag. Wisnieski var med i truppen när Frankrike vann VM-brons 1958.

## Meriter
Frankrike
- VM-brons: 1958